# Josef Porath

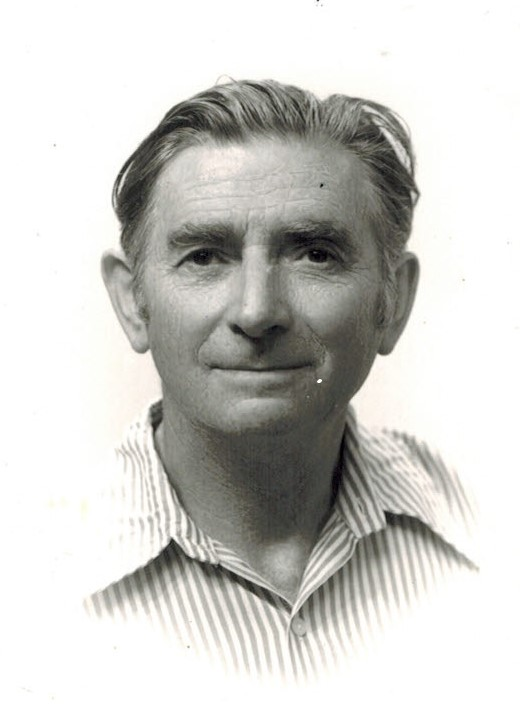
Josef Porath, 1976

Josef Porath (hebräisch יוסף פורת; * 7. Juni 1909 in Breslau als Heinz Foerder; † 18. Mai 1996 in Ramot HaSchavim, Israel) war ein israelischer Schachspieler deutscher Herkunft.
Porath trug zunächst den Namen Heinz Foerder, unter dem er in den 1920er Jahren in Deutschland einige Bekanntheit erlangte. Im Jahre 1928 nahm er als Vertreter Deutschlands an der Schacholympiade in Den Haag, außerdem an den deutschen Meisterschaften 1929 und 1931 teil, ehe er 1934 nach Palästina emigrierte. 1937 und 1940 gewann er die Meisterschaft Palästinas. Er nahm für Palästina an den Schacholympiaden 1935 in Warschau und 1939 in Buenos Aires, bei der er mit +9 =4 -1 das beste Individualergebnis am zweiten Brett erzielte, noch unter dem Namen Foerder teil, doch änderte er ihn in Porath nach der Staatsgründung von Israel. In den Jahren 1953, 1957, 1959 und 1963 gewann er die Meisterschaft Israels. 1952, 1954, 1956, 1958, 1960, 1962, 1964, 1966 und 1968 vertrat er Israel auf den Schacholympiaden. Im Jahre 1964 gewann Porath das Zonenturnier in Ulan Bator und qualifizierte sich für das Interzonenturnier in Amsterdam. Gemeinsam mit seinem Landsmann Moshe Czerniak erhielt er 1952 von der FIDE den Titel Internationaler Meister verliehen.